# Finspångs landsfiskalsdistrikt
Finspångs landsfiskalsdistrikt var 1918–1964 ett landsfiskalsdistrikt i Östergötlands län, bildat när Sveriges indelning i landsfiskalsdistrikt trädde i kraft den 1 januari 1918, enligt beslut den 7 september 1917. Den 1 januari 1965 avskaffades i Sverige samtliga landsfiskaler och landsfiskalsdistrikt, och deras arbetsuppgifter delades upp på de nyskapade indelningarna polisdistrikt, åklagardistrikt och kronofogdedistrikt.
Landsfiskalsdistriktet låg under länsstyrelsen i Östergötlands län.

## Ingående områden
När Sveriges nya indelning i landsfiskalsdistrikt trädde i kraft den 1 oktober 1941 (enligt kungörelsen den 28 juni 1941) tillfördes kommunerna Regna och Skedevi från det upplösta Rejmyre landsfiskalsdistrikt. Samtidigt överfördes Vånga landskommun till Lösings landsfiskalsdistrikt. Den 1 januari 1942 ombildades Risinge landskommun till Finspångs köping. 1 april 1949 tillfördes Hällestads landskommun från det upplösta Hällestads landsfiskalsdistrikt. När Sveriges nya indelning i landsfiskalsdistrikt trädde i kraft den 1 januari 1952 (enligt kungörelsen 1 juni 1951) ändrades distriktets omfattning.

### Från 1918
Finspånga läns härad:
- Risinge landskommun
- Vånga landskommun

### Från 1 oktober 1941
Finspånga läns härad:
- Regna landskommun
- Risinge landskommun
- Skedevi landskommun

### Från 1942
Finspånga läns härad:
- Finspångs köping
- Regna landskommun
- Skedevi landskommun

### Från 1 april 1949
Finspånga läns härad:
- Finspångs köping
- Hällestads landskommun
- Regna landskommun
- Skedevi landskommun

### Från 1 januari 1952
- Finspångs köping
- Hällestads landskommun
- Hävla landskommun
- Skärblacka landskommun